# R. Etemadi
R. Etemadi (persisch ر. اعتمادی ,رجب‌علی اعتمادی , مهدی اعتمادی, alternative Schreibweise und Namen: R. Iʿtimādī oder R. Eʿtemâdi sowie Mehdi Etemdai) (* 19. Februar 1934 in Lar, Fars; † 12. Juli 2023 in Teheran) war ein iranischer Schriftsteller und Journalist.

## Leben
Mit zwölf bzw. 13 Jahren zog Etemadi mit seiner Familie von Lar nach Teheran um. Er besuchte dort die Teheraner Marvi-Schule und studierte anschließend Soziologie an der Teheraner Universität. Im Jahr 1956 gelang es ihm als Reporter bei der ältesten noch erscheinenden iranischen Zeitung Ettelā'āt angestellt zu werden. Bis 1963 war er als Reporter der Tageszeitung des Verlages beschäftigt, später ebenso bei der „Ettelā'āt-e-Haftegi“-Zeitschrift. Im Jahr 1966 gab er die erste iranische Zeitschrift für Jugend Tschawanan (persisch جوانان) heraus. Er war bis 1980 Chefredakteur dieser Wochenzeitschrift, die mit 400.000 Exemplaren pro Ausgabe einen Rekord im Iran aufstellt. Von 1980 bis 1998 hatte er im Iran Schreibverbot, lebte aber trotzdem zurückgezogen weiterhin im Iran.
Unter der Regierung von Mohammad Chatami durften seine Werke unter dem Pseudonym Mehdi Etemadi veröffentlicht werden. Dazu gehören beispielsweise die Romane Ihre Majestät Liebe (1. Auflage: 2003) (persisch عالیجناب عشق) oder „das Blaue der Liebe“ (persisch آبی عشق). Der erste Roman erreichte im Jahr 2012 seine 15. Auflage.
Seine Romane wurden bisher nicht übersetzt und sind international weitgehend unbekannt.
Er starb am 12. Juli 2023 im Alter von 89 Jahren in Teheran.

## Werke
Etemadi ist vorrangig für seine Romane bekannt. Er veröffentlichte 28 Romane; 18 davon erschienen zunächst als Feuilleton in den Zeitschriften „Ettelā'āt-e-Haftegi“ und „Tschawanan“ und erst später als Buch. Er schrieb darüber hinaus eine Reihe von Kurzgeschichten.
Seine Werke sind vorrangig Liebesgeschichten; daneben beschäftigen sich einige aber auch mit gesellschaftlichen Themen, so der Roman Der Resident des Trauerviertels (persisch ساکن محله غم). In diesem schildert Etemadi das Leben der Teheraner Prostituierten der 1960er Jahre. Seine Bücher basieren auf wahren Geschichten. Beispielsweise inspirierte ihn ein Bericht der BILD-Zeitung, den Roman Die iranische Nacht (persisch شب ایرانی) zu schreiben. Die Zeitung berichtete über den Selbstmord eines deutschen Studenten aus Liebe, dass er sich für eine persische Mitstudentin umgebracht habe und dies obwohl die beiden ein verliebtes Paar waren. Diese Frau suchte Etemadi in Hamburg auf, er hörte sich ihre Geschichte an und schrieb daraus den Roman Die iranische Nacht.
Die Romane Die traurigen Schuhe der Liebe (persisch کفشهای غمگین عشق), „einen Moment auf der Brücke“ (persisch یک لحظه روی پل), „Minus-40-Grad unter der Nacht“ (persisch چهل درجه زیر شب), „der blaue Bus“ (persisch اتوبوس آبی) sind seine bekanntesten Romane.
Die Gesamtauflage seiner Werke ist nicht bekannt, zumal seine Werke im Iran zwischen 1980 und 1998 illegal vervielfältigt wurden. Seit 1998 steht er mit dem Pseudonym Mehdi Etemadi vorrangig beim Verlag Shadan unter Vertrag.